# Toty Rodríguez
Toty Rodríguez, cuyo nombre real es María Rosa Rodríguez Váscones, es una cantante prolífica, modelo, actriz de teatro y cine en Ecuador y Francia, presentadora de televisión y ex Miss Ecuador.

## Biografía

### Primeros años, estudios e inicios en el teatro
Toty Rodríguez nació en Guayaquil, Ecuador, de padre otavaleño y madre costeña de las provincia de Los Ríos. Desarrolló un gusto por la música clásica que su padre le hizo escuchar, por lo que estudió canto, piano y violonchelo cuando aún cursaba la secundaria en el Conservatorio de Guayaquil.
A los 17 años de edad, mientras cursaba la universidad, Toty fue parte de la obra de teatro Madre e hija luego de que se lo pidiera una actriz reconocida, donde interpretó su primer papel como una mujer mayor con canas y arrugas, al igual que en la obra Madre Coraje donde interpretó un papel similar. Gracias a su voz de contralto formó parte de óperas, operetas y zarzuelas, y la primera ópera en la que participó fue La Mama en la Caballería Rusticana, dirigida por el español Carlos Arigita.

### Miss Ecuador y su paso por el teatro y el cine francés
Fue elegida Miss Ecuador en 1960 y llegó a viajar a dicho concurso donde no obtuvo clasificación en Miss Mundo 1960. Después de su regreso de Miss Mundo tuvo la oportunidad de participar en Miss Naciones Unidas 1963 donde se colocó en el Top 12 de semifinalistas en Palma de Mallorca, España. Gracias a sus reinados de belleza en Europa viajó a Londres y recorrió varias ciudades de Europa, pero vivió por más tiempo en París donde tuvo contratos para el modelaje y la publicidad. Recibió cursos de actuación junto a Alain Delon, impartidos por René Simon.
A la edad de 18 años se le presentó la oportunidad de protagonizar una película junto a su actor de cine favorito, Gregory Peck, sin embargo fue rechazada cuando se enteraron de que tenía tres años más que el personaje que debía interpretar. Desde ese entonces Toty guarda con recelo su edad como una especie de cábala cinematográfica, según ella. Mientras estuvo en Francia fue parte de varias obras teatrales, óperas y llegó a ser reconocida por su participación en la cinta cinematográfica El gran restaurante.

### Retorno al Ecuador
A su regreso de Europa a inicios de los años setenta, Toty se estableció en Quito, porque sentía que era una ciudad más cultural que su ciudad natal Guayaquil. Se encontró con un movimiento teatral importante el cual fue dirigido por Favio Paccioni, y formó parte de la obra Boletín y elegía de las mitas del escritor César Dávila Andrade.
Uno de los papeles que más admira es cuando interpretó a Manuela Sáenz en la obra Manuela, de una loca estrella, llegando a tenerle un gran respeto y admiración al personaje luego de estudiarlo mucho para la obra.
En 1967 fue parte del programa en vivo Cartas de Amor de Canal 2 de Guayaquil, ahora Ecuavisa, junto a Alfonso Espinosa de los Monteros, Antonio Santos, Alisva Rodríguez y Miguel Ángel Albornoz. El programa fue dirigido por Alberto Borges y es más recordado por haber presentado la escena del primer beso de la televisión ecuatoriana entre Rodríguez y Espinosa de los Monteros.
Realizó varios reportajes para la radio y la televisión, en especial de temas sobre las diferencias sociales en Ecuador, el trabajo infantil de los niños lustrabotas y la explotación petrolera que fueron transmitidos por el programa 30 minutos, esto la llevó a estar en desacuerdo con dichas diferencias que contrastaban con la realidad de Europa de aquella época, llegando a ser calificada como comunista o llamada "actriz guerrillera".
Después de varios años de estar alejada del teatro, retorna con la obra Mano a mano dirigida por Viviana Cordero, poco después intervino en las obras Tres, De arrugas y bisturís y en 2003 fue parte de la película Un titán en el ring. Ese mismo año llegó a ser la presentadora del programa de telerrealidad El Gran Hermano, una versión de la franquicia holandesa transmitida por Ecuavisa bajo la dirección de Paco Cuesta.
Para el año 2004 forma parte del elenco de la telenovela Yo vendo unos ojos negros, junto a Giovanna Andrade y Khotan Fernández
En 2011 presentó la obra ¿Amor?... Puertas afuera junto y en 2013 La Pastilla del Día, ambas obras junto a Mosquito Mosquera.
En 2016, su sobrino León Felipe Troya Rodríguez estrenó un documental sobre su vida, llamado Mi tía Toty.

## Teatro
- Madre e hija
- Madre Coraje
- La Mama en la Caballería Rusticana
- Boletín y elegía de las mitas
- Manuela, de una loca estrella
- Mano a mano
- Tres
- De arrugas y bisturís
- ¿Amor?... Puertas afuera (2011)
- La Pastilla del Día (2013)

## Filmografía
- Cine
  - El gran restaurante (1966)[16]
  - Coplan Fx-18 Casse Tout (1965)[17]
  - L'amour à la chaîne (1965)[18]
  - Les bons vivants (1965)[19]
  - Un titán en el ring
  - Mi tía Toty

- Televisión
  - Cartas de amor (1967)
  - 30 minutos
  - El Gran Hermano (2003)
  - Yo vendo unos ojos negros (2004)